# Kluang (plaats)
Kluang is een stad en gemeente (majlis perbandaran; municipal council) in de Maleisische deelstaat Johor.
De gemeente telt 168.000 inwoners.

## Geboren
- Noordin Mohammed Top (1968-2009), moslimextremist